# Fluor
A fluor a periódusos rendszer kémiai elemeinek egyike. Vegyjele F, rendszáma 9. Régies magyar elnevezése folany. Standard nyomáson és hőmérsékleten halvány sárga színű, erősen mérgező, kétatomos molekulájú gáz. A fluor a hetedik főcsoport eleme, azaz a halogének közé tartozik, közülük a legkönnyebb. Vegyértékelektron-szerkezete 2s2 2p5. Az összes elem közül a legelektronegatívabb és legreaktívabb, szinte az összes többi elemmel, köztük néhány nemesgázzal is alkot vegyületeket.
A fluor a 24. leggyakoribb elem az univerzumban és a 13. legnagyobb mennyiségben előforduló elem a földkéregben. A fluor elsődleges ásványi forrását, a fluoritot vagy folypátot először 1529-ben említik írásban: ércekhez adták, hogy csökkentsék azoknak az olvadáspontját. A fluor név a folypát latin elnevezéséből, a fluor lapisból ered (fluere = folyni). 1810-ben vetették fel a fluort, mint addig ismeretlen elemet, de tiszta fluor előállítása nagy reaktivitása miatt csak 1886-ban sikerült Henri Moissannak, alacsony hőmérsékletű elektrolízissel; ezt az eljárást mindmáig alkalmazzák. A fluorgázt legnagyobb mennyiségben urándúsításra hasznosítják, ipari szintű előállítása a második világháborúban, a Manhattan terv idején kezdődött.
A tiszta fluor előállításának drágasága miatt inkább a vegyületeit alkalmazzák az iparban. A kibányászott fluoritnak körülbelül a felét az acélgyártás során alkalmazzák, a másik feléből pedig elsősorban hidrogén-fluoridot gyártanak, amely fontos előanyag különféle fluortartalmú szerves vegyületek, vagy az alumíniumgyártásnál kulcsszerepet betöltő kriolit előállításánál. A szerves fluoridok nagy kémiai és termikus stabilitással rendelkeznek, ezért hűtőközegként alkalmazzák őket. Különböző gyógyszerek, például az atorvasztatin vagy a fluoxetin is tartalmaznak fluort, emellett a fluoridoknak nagy szerepe van a fogszuvasodás kialakulásának megakadályozásában. A fluorkémiai termékek kereskedelme világszinten eléri az évi 15 milliárd dollárt.
A perfluorozott szénhidrogének (fluorokarbonok) általában üvegházhatású gázok, globális felmelegedési potenciáljuk 100–20 000-szerese a szén-dioxidnak. A hajtógázként használt klór- és fluortartalmú CFC-gázok bizonyíthatóan károsítják az ózonréteget, és az ózonlyuk kialakulásának egyik fő felelősei. A szerves fluorvegyületek a szén–fluor kötés ereje miatt megtalálhatóak a környezetben. A fluornak nincs ismert szerepe az emlősök anyagcseréjében, de néhány növény szintetizál szerves fluortartalmú mérgeket, hogy így védekezzen a növényevők ellen.

## Tulajdonságok

### Elektronszerkezet

A fluoratom egyszerűsített szerkezete

A fluoratomban összesen kilenc elektron van, eggyel kevesebb, mint a neonban. Elektronszerkezete 1s22s22p5: két elektron a belső 1s alhéjon, hét másik a körülötte lévő teljesen feltöltött 2s és a 2p alhéjon helyezkedik el, mely utóbbiból egy elektron hiányzik a nemesgázszerkezet eléréséhez. A külső héjon lévő elektronoknak nincs árnyékoló hatásuk ezért nagy – 9 − 2 = 7 – effektív magtöltés hat rájuk, ami befolyásolja az atom fizikai tulajdonságait is.
A fluor első ionizációs energiája a harmadik legnagyobb az elemek közül a hélium és neon után, ami megnehezíti az elektronok eltávolítását a semleges atomról. Elektronaffinitása is kiemelkedően magas, a klór után a második legmagasabb, és hajlamos egy elektron felvételével a neonnal izoelektronos szerkezetet kialakítani. A fluor elektronegativitása az összes elem közül a legmagasabb. A fluor kovalens rádiusza 60 pikométer körüli, hasonlóan a periódusos rendszerben előtte lévő oxigénhez és az utána következő neonhoz.

### Molekulaszerkezet

A F_{2} molekulapályái

A fluor elemi állapotban a többi halogénhez hasonlóan kétatomos molekulákat alkot. A kötéshossz a fluormolekulában 144 pm, amely rövidebb, mint a többi elemmolekulában lévő egyszeres kötések (a gyémántban a szén–szén kötések 154 pm hosszúságúak). A rövid kötések ellenére a fluormolekula disszociációs energiája mindössze 158 kJ/mol, ami körülbelül megfelel a jódmolekulában lévő 266 pm hosszúságú kötés felszakításához szükséges energiának. Ennek oka az, hogy a fluor nemkötő elektronpárjai nagyon közel vannak egymáshoz és erős taszító hatás lép fel köztük, így gyengítve a kötést. A molekulában lévő gyenge kötés felelős a fluor szokatlanul nagy reaktivitásáért.
A molekulapálya-elmélet alapján meghatározható a F2 molekula kötése. Az egyedi atomok s- és p-pályái kombinálódnak és kötő, valamint lazító molekulapályákat alkotnak. A fluoratom 1s és 2s pályái mindig σs és σs* kötő- és lazító-molekulapályává alakulnak. Mivel ezek az orbitálok teljesen fel vannak töltve elektronokkal, nem járulnak hozzá a kötéshez. A 2p orbitálokból hat különböző energiájú molekulapálya alakul ki. Ezek a kötő σp-, πy- és πz-pályák, valamint a lazító p*-, πy*- és πz*-pályák. Az elektronok úgy oszlanak meg, hogy az összes kötő és a π* lazító orbitálok telítettek. A kötésrend ezért (6-4)/2 = 1, azaz egyszeres kötésről beszélünk. A fluornál megfigyelhető diamágneses tulajdonság is.

### Reaktivitás
A fluormolekula kötési energiája jóval alacsonyabb a klórénál vagy a bróménál, és hasonló a könnyen felszakítható peroxidok kötési energiájához. Ez, valamint az atom magas elektronegativitása felelős a fluormolekula könnyű felszakíthatóságáért és nagy reaktivitásáért.
A más atomokkal létesített kötései ezzel ellentétben nagyon erősek, ugyancsak a nagy elektronegativitás értékének köszönhetően. Reakcióiban szinte mindig az oxidálószer szerepét tölti be. Kevésbé reaktív anyagok, mint például az acélpor, üvegcserepek vagy azbesztszálak hevesen reagálnak a hideg fluorgázzal. A fa és a víz fluor áramban spontán meggyulladnak. Nedvesség jelenlétében megtámadja a szilícium-dioxidot is (hidrogén-fluorid képződése miatt, lásd a lenti reakcióegyenletet), ezért nem lehet üvegedényben előállítani és tárolni, csak speciális védőréteggel (fluorozott szénhidrogénnel) ellátott kvarcpalackban.
SiO2 + 6 HF → H2SiF6 + 2 H2O
Az elemi fluor fémekkel való reakciói különböző körülményeket igényelnek. Az alkálifémek robbanást okoznak és az alkáliföldfémek is zömmel hevesen reagálnak. Ezeket leszámítva a legtöbb fém passziválódik a felületén képződő fém-fluorid réteg miatt, ezért porítva kell őket reagáltatni. A nemesfémek reakciójához tiszta fluorgáz szükséges 300–450 °C-os hőmérsékleten. Néhány szilárd nemfémes elem (például a kén vagy a foszfor) is hevesen reagál fluorban a cseppfolyós levegő hőmérsékletén. A hidrogén-szulfid és a kén-dioxid készségesen egyesül a fluorral, a kén-dioxid esetenként robbanással. A kénsav jóval kisebb aktivitást mutat, reakciója csak magasabb hőmérsékleten megy végbe.
A hidrogénnel hidegen, sötétben is robbanásszerűen egyesül. Reakcióba lép a nedves levegőben lévő vízzel is; a vízgőz fluor áramban fényes lánggal ég, és a veszélyes hidrogén-fluorid (más néven folysav, HF), valamint hidrogén-peroxid keletkezik:
F2 + 2 H2O → H2O2 + 2 HF
A szén szobahőmérsékleten fluorral reagálva fluormetánt ad, 400 °C fölött szén-monofluorid, magasabb hőmérsékleten pedig többféle fluorokarbon képződik, néha robbanással. Amíg a szén-dioxid és a szén-monoxid szobahőmérsékletnél valamivel magasabb hőmérsékleten reagálnak, addig a paraffinok és más szerves vegyületek heves reakciókat idéznek elő: míg a teljesen szubsztituált halogénezett szénhidrogének – mint a normálisan éghetetlen szén-tetraklorid – is robbanásszerűen reagálhatnak. Bár a nitrogén-trifluorid stabil, a fluor nitrogénnel való reakciójához elektromos kisülés és megemelt hőmérséklet szükséges a nitrogén erős hármas kötése miatt. Más nitrogénvegyületek, például az ammónia vagy a hidrazin erősen exoterm reakcióba lépnek a fluorral. Az oxigén standard körülmények között nem reagál a fluorral, de alacsony nyomáson és hőmérsékleten elektromos kisülések használatával reakcióra bírható. Az így keletkező termékek melegítés hatására visszaalakulnak elemeikre. Nehezebb halogének valamint a radon készségesen reagálnak a fluorral, a xenon és a kripton reakciójához viszont speciális körülmények szükségesek.

### Fázisai

A β-fluor kristályszerkezete. A gömbök olyan F_{2} molekulákat jelképeznek, melyek akármilyen szögben állhatnak. A többi molekula síkhoz kötött

Szobahőmérsékleten a fluor kétatomos molekulákat alkot, gáz halmazállapotú, színe halványsárga (egyes források szerint zöldessárga), erősen maró tulajdonságú. Jellegzetes szúrós szaga van, amit már 20 ppb koncentrációban is érezni lehet. −188 °C-on – az oxigénhez és a nitrogénhez hasonló hőmérsékleten – lecsapódik, folyadékállapotban élénk sárga színű.
A fluornak két szilárd formája létezik, az α- és β-fluor. Az utóbbi −220 °C-on kristályosodik rendezetlen köbös kristályrendszerbe – ellentétben a többi halogén rombos szerkezetével. A β-fluor átlátszó és lágy. További hűtés hatására −228 °C-on fázisváltáson megy keresztül, átalakul kemény, átlátszatlan α-fluorrá, melynek monoklin kristályrendszere van sűrűn álló, döntött molekularétegekkel. Az átalakulás β-ból α-fázisba nagyobb energiafelszabadulással jár, mint a fluor kondenzációja, és igen heves lehet.

### Izotópok
A fluornak mindössze egy stabil izotópja, a tíz neutront tartalmazó 19F létezik, és egyedül ez fordul elő számottevő mennyiségben a természetben. Giromágneses aránya nagy és kivételesen érzékeny a mágneses mezőre. Mivel ez az egyetlen stabil izotóp, felhasználják a mágnesesrezonancia-képalkotásban. A fluornak eddig tizenhét radioaktív izotópját sikerült előállítani, 14-től 31-ig terjedő tömegszámokkal. Ezek közül a leghosszabb életű a 18F, felezési ideje 109,77 perc. A többi izotópnak 70 másodpercnél rövidebb felezési ideje van, legtöbbjük kevesebb mint fél másodperc alatt elbomlik. A 17F és a 18F pozitív béta-bomláson, a könnyebb izotópok elektronbefogáson, a 19F-nél nehezebb izotópok pedig negatív béta-bomláson vagy neutronkibocsátáson keresztül bomlanak el. A fluornak egy metastabil izomerje ismert, a 18mF, melynek felezési ideje 234 nanoszekundum.

## Előfordulása

### Univerzum
| Rendszám | Elem      | Relatív mennyiség |
| -------- | --------- | ----------------- |
| 6        | Szén      | 4 800             |
| 7        | Nitrogén  | 1 500             |
| 8        | Oxigén    | 8 800             |
| 9        | Fluor     | 1                 |
| 10       | Neon      | 1 400             |
| 11       | Nátrium   | 24                |
| 12       | Magnézium | 430               |

A fluor aránya az univerzumban 400 ppb, kivételesen alacsony a könnyebb elemek között: mindössze a huszonnegyedik leggyakoribb elem, és a széntől a magnéziumig az összes elem legalább hússzor akkora mennyiségben található meg, mint a fluor. Ennek oka az, hogy a csillagokban zajló nukleoszintézis folyamata elkerüli a fluort, mert a reakciókban keletkező fluoratomok nagy nukleáris hatáskeresztmetszettel rendelkeznek, így hidrogénnel vagy héliummal történő további fúziós reakciók során továbbalakulnak oxigénné vagy neonná.
Ezen átmeneti létezésen túl három értelmezés született a fluor jelenlétére vonatkozóan:
- II típusú szupernóvákban neonatomok neutrínókkal való ütközés hatására átalakulhatnak fluorrá,
- a Wolf–Rayet-csillagokban a nagy sebességű napszél elsodorhatja a képződő fluort a hidrogén- és héliumatomoktól,
- az aszimptotikus óriáscsillagokban a fluor kiemelkedik a fúziós zónából a konvekciós áramlatokkal.

### Föld
A fluor a tizenharmadik leggyakoribb elem a földkéregben, tömegének körülbelül 600–700 milliomod részét teszi ki. Az elemi fluor könnyedén reagálna a Föld légkörében lévő vízgőzzel, ez eleve kizárja az elemi fluor természetben való előfordulását. A természetben csak vegyületei formájában található meg, legfontosabb ásványai a fluorit (CaF2), a kriolit (Na3AlF6) és a fluorapatit (Ca5(PO4)3F). A fluorit vagy folypát, egy világszerte bőséggel megtalálható színes ásvány a fluor elsődleges forrása. Legnagyobb termelői Kína és Mexikó. Korábban az Egyesült Államok volt a vezető kitermelő, de 1995-ben beszüntették a bányászatát. Bár a fluorapatit tartalmazza a világ összes fluorjának jó részét, de alacsony fluortartalma miatt (3,5 tömegszázalék) mint foszfátot használják fel. A kriolitot korábban alumínium kinyerésére használták, ma nagy tömegben alkalmazzák az alumíniumgyártásban. Mióta a Grönland nyugati partján lévő legfőbb lelőhelye 1987-ben kimerült, a kriolit legnagyobb részét mesterségesen szintetizálják.
| Fontosabb fluortartalmú ásványok |             |         |
|                                  |             |         |
| Fluorit                          | Fluorapatit | Kriolit |

Egyéb ásványok, mint például a topáz, is tartalmaznak fluort. Az alkáliföldfém- és más fluoridok rossz oldhatósága miatt a tengervízben csak kis koncentrációban (1,2 ppm) van jelen, ez a forrás kitermelésre nem hasznosítható. Nyomnyi mennyiségű fluororganikus vegyületeket kimutattak vulkánkitörésekben és hőforrásokban, ezek eredete egyelőre tisztázatlan. Sokáig vita tárgyát képezte, hogy az antazonit nevű ásványban elemi fluor található-e meg, melyet az összetört kristály szaga sugallt. Egy 2012-es tanulmány 0,04 tömegszázaléknyi elemi fluorról számol be, amit az ásványban mágnesesrezonancia-spektroszkópiával mutattak ki. A fluor jelenlétét az okozhatja, hogy a kristályon belül apró uránzárványok ionizáló sugárzása hatására a kalcium-fluorid elemeire bomlik, és a képződő fluorgáz kicsi, elszigetelt zárványokat alkotva megmaradhat.

## Története

### Korai felfedezések

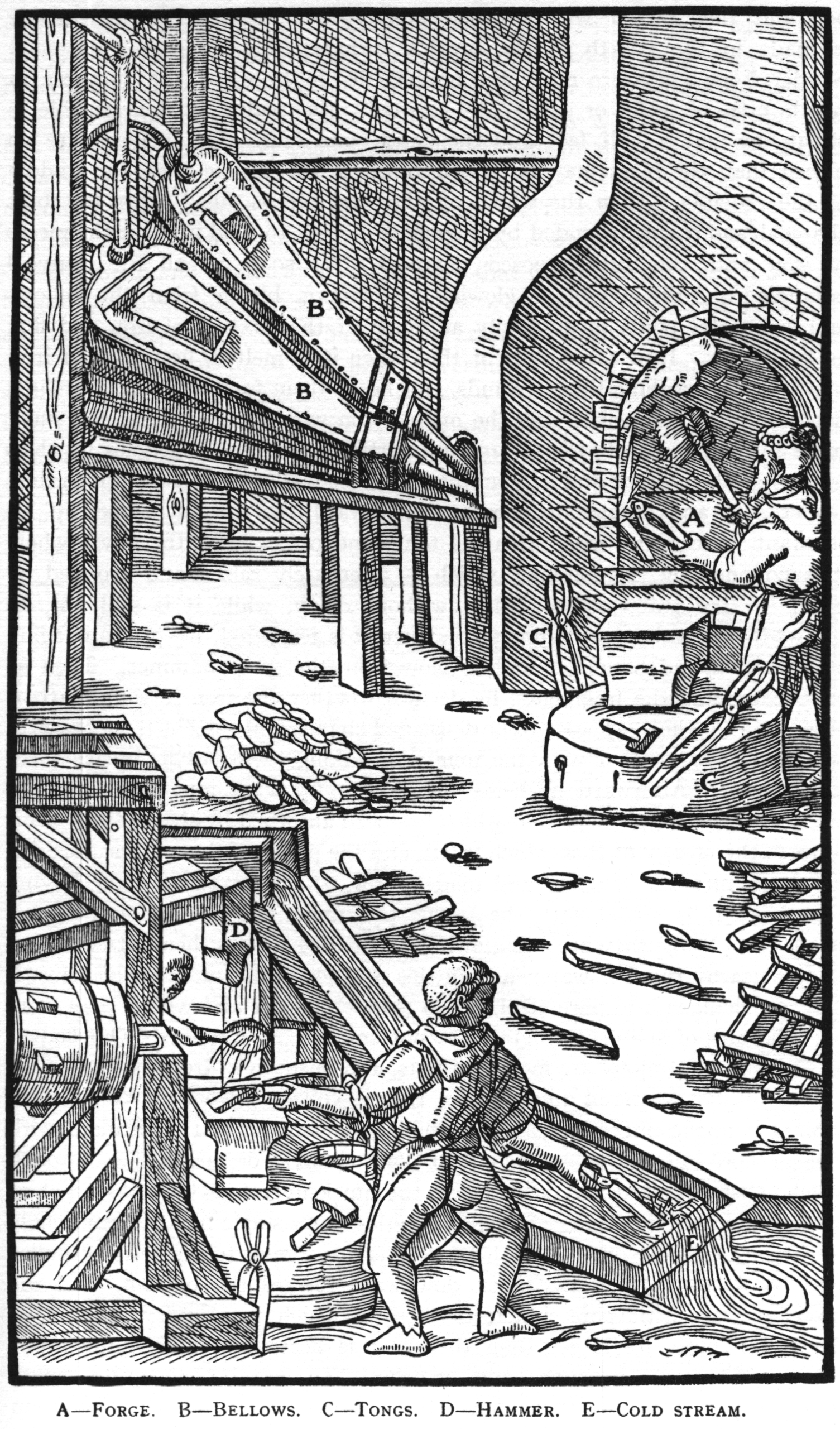
Az acélgyártás illusztrációja a De re metallica-ból

Georgius Agricola 1529-ben említi meg a fluoritot, mint az ércek és a salak olvadáspontjának csökkentésére használt adalékot. Az ő tollából származik a latin fluorés (fluo – folyás, áramlás) szó a fluorit kőzetre. Innen ered a fluorit mint folypát elnevezése, amelyet még ma is gyakran használnak. A fluoritról később bebizonyosodott, hogy összetételét tekintve valójában kalcium-difluorid.
Egyes források szerint egy nürnbergi üvegműves, Heinrich Schwanhard már 1670-ben használt hidrogén-fluoridot az üveg díszítésére, más források szerint a hidrogén-fluorid vizes oldatát csak 1720-tól kezdődően használták fel üveg maratásra. Ezt a jelenséget Andreas Sigismund Marggraf 1764-ben jegyezte fel, amikor fluoritot tömény kénsav jelenlétében hevítette, és az így kapott oldat korrodálta az üvegtartályt. A svéd kémikus Carl Wilhelm Scheele 1771-ben megismételte a kísérletet, és a keletkezett savas terméket fluss-spats-syran-nak (folysav, vagy másképpen hidrogén-fluorsav) nevezte el. 1810-ben a francia fizikus, André-Marie Ampère vetette fel, hogy a folysavat hidrogén és egy klórhoz hasonló elem alkotja. Sir Humphry Davy javaslatára, az akkor még ismeretlen anyagot a folysav (fluoric acid) és a halogének -ine szuffixumából összetéve fluorine-nak nevezték el. A legtöbb európai nyelven azóta is ezt a szót vagy módosulatait használják az elem megnevezésére. A görög, orosz és más nyelvekben viszont Ampère javaslatára a ftor szó, és annak változatai terjedtek el, amely a görög φθόριος (phthoriosz – romboló) szóból ered. Az új latin név, a fluorum után az elem vegyjele F; a régebben használatos Fl szimbólum 2012 óta a fleróviumot jelöli.

### Izolációja
A fluorral végzett kezdeti kísérletek annyira veszélyesek voltak, hogy a folysavval történt szerencsétlenség után több 19. századi kísérletező is „fluor-mártírrá” vált. Az akkori kutatók ugyanis nem voltak tudatában a folysav veszélyességének, ezért sokan egészségüket (vakság) vagy életüket adták a tudományért. Az elemi fluor izolációja különösen nehéz volt, mert egyrészt mind a fluor, mind a folysav rendkívül korrozív, maró anyag, másrészt nem állt rendelkezésre egyszerű és alkalmas elektrolit. Edmond Frémy posztulálta, hogy a tiszta folysavból elektrolízissel előállítható az elemi fluor, ezért kidolgozott egy módszert, amellyel savított kálium-bifluoridból vízmentes mintákat állított elő. Ehelyett felfedezte, hogy az így keletkezett tiszta hidrogén-fluorid nem vezeti az elektromosságot, azaz elektromos szigetelő. Frémy egykori diákja, Henri Moissan kitartott, és sok próbálgatás után felfedezte, hogy a kálium-bifluorid és a száraz hidrogén-fluorid keveréke vezető, így megvalósítható az elektrolízis. Annak érdekében, hogy az elektrokémiai cellában található platina gyors korrózióját elkerülje, egy speciális fürdő segítségével rendkívül alacsony hőmérsékletre hűtötte a reakciót; ellenállóbb, kovácsolt platina-irídium cellát, valamint fluoritdugókat alkalmazott. 1886-ban, sok vegyész 74 évnyi erőfeszítése után Moissan sikeresen izolálta az elemi fluort. 1906-ban, két hónappal halála előtt Moissan elnyerte a kémiai Nobel-díjat. Nem tisztázott, hogy viszonylag rövid életéért (54 év) nem a fluorral való kísérletezések-e a felelősek.

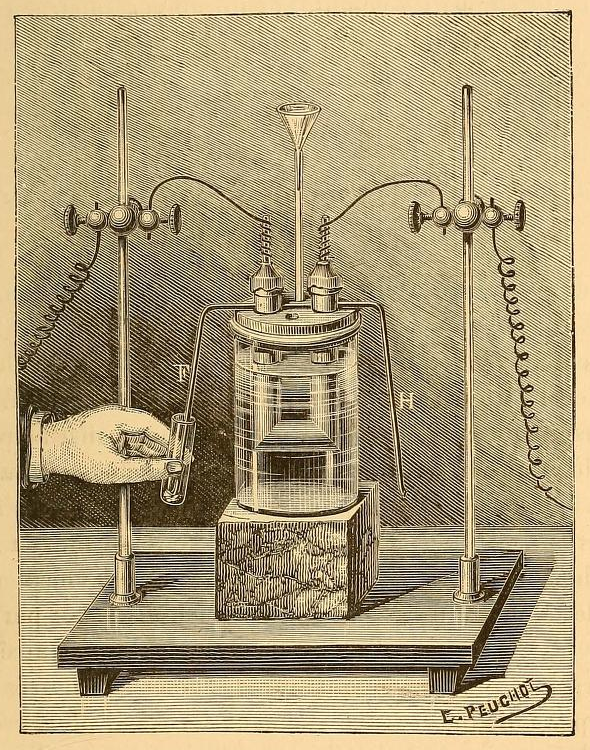
1887-es vázlat Moissan szerkezetéről
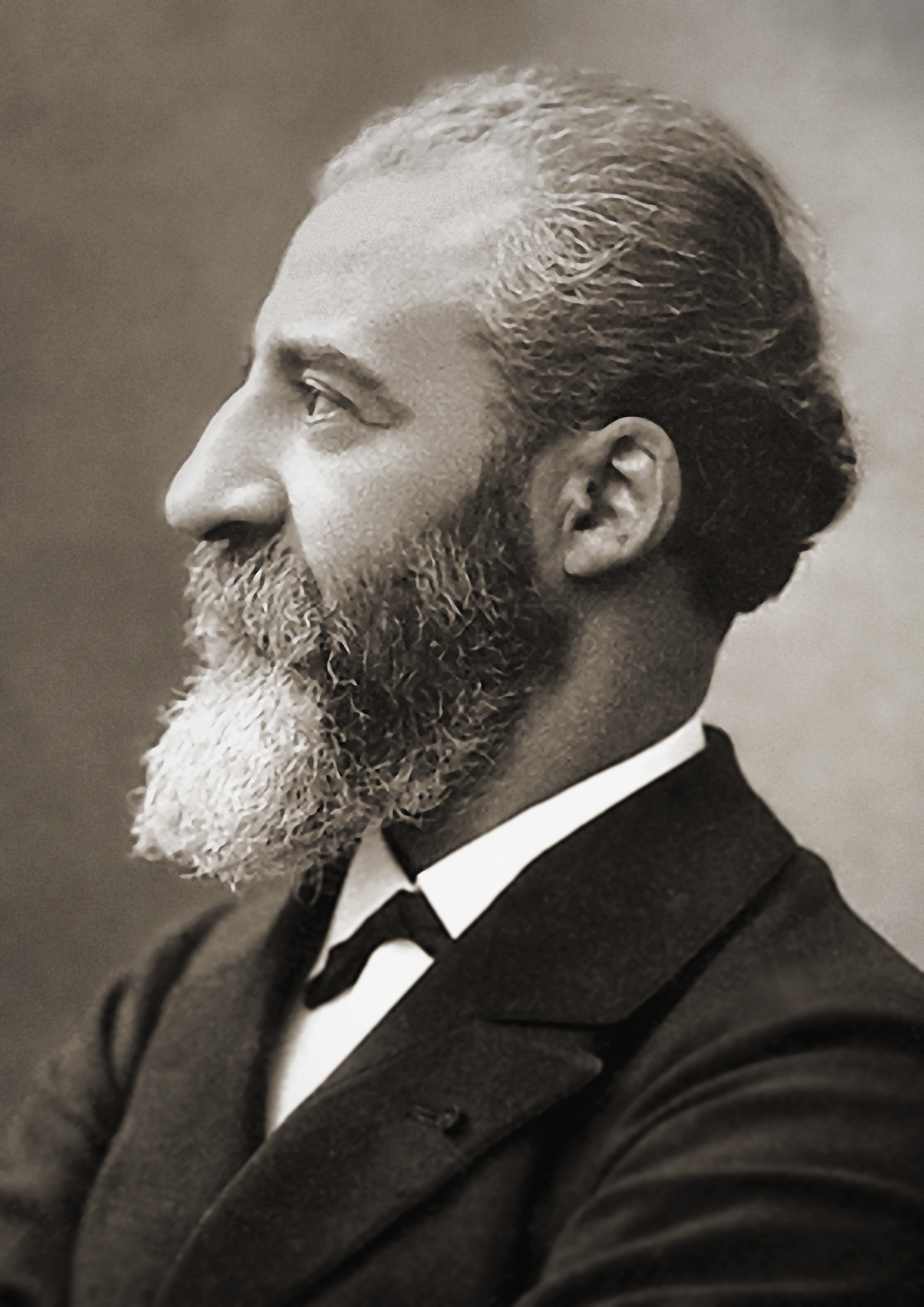
Moissan Nobel-díj fényképe

### Későbbi felhasználása

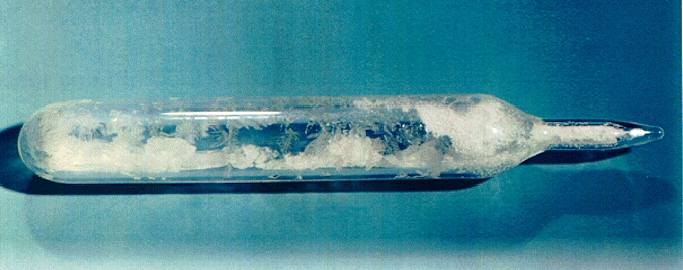
Egy ampulla urán-hexafluorid

A General Motors az 1920-as évek végén kísérleteket folytatott a CFC-k hűtőközegként való alkalmazásával kapcsolatban, majd 1930-ban a GM és a DuPont közösen megalapította a Kinetic Chemichalst a Freon-12 (CCl2F2) értékesítésére. A Freon-12 felváltotta a korábbi, mérgezőbb vegyületeket, megnövelte az igényt a háztartási hűtőszekrényekre, gyártása pedig jövedelmezővé vált: 1949-ben a DuPont felvásárolta a Kinetic Chemicalst, és számos más freonvegyület forgalmazásába kezdett. A poli(tetrafluoretilén)t vagy teflont 1938-ban véletlenül fedezte fel Roy J. Plunkett, miközben hűtőanyagokon dolgozott a Kineticnél. A teflon páratlan kémiai és termális ellenállásának köszönhetően 1941-ben megkezdődött a tömegtermelése.
Az elemi fluor nagyipari előállítása a második világháború alatt kezdődött meg. Németországban magas hőmérsékletű elektrolízissel állítottak elő tonnaszám klór-trifluoridot, amit gyújtóbombákban terveztek felhasználni, a Manhattan tervben pedig hatalmas mennyiségű urán-hexafluoridot használtak fel urándúsításra. Mivel az urán-hexafluorid ugyanolyan korrozív, mint maga a fluor, ezért a gázdiffúziós eljárásban alkalmazott berendezéseknek különleges anyagokból kellett lenniük: a membránok nikkelből, a tömítések fluorpolimerekből készültek, hűtő- és kenőanyagoknak pedig folyékony fluorokarbonokat használtak. Ez a virágzó atomipar elősegítette a háború utáni fluorkémiai fejlesztéseket.

## Vegyületei
A fluor kémiai vegyületek hatalmas választékát alkotja, amely magába foglal mind szerves, mind szervetlen vegyületeket. A fluor egyesül fémekkel, nemfémekkel, félfémekkel és a legtöbb nemesgázzal is. Vegyületeiben az oxidációs száma - lévén a legnagyobb elektronegativitású elem - mindig −1. Nagy elektronaffinitása miatt elsődlegesen ionos kötéseket létesít; ha kovalens kötéssel kapcsolódik, akkor ezek a kötések polárisak, és kivétel nélkül egyszeresek.

### Fémekkel
Az alkálifémek jól oldódó, ionos monofluoridokat képeznek vele, melyeknek a nátrium-kloriddal és a többi analóg kloriddal megegyező köbös kristályrendszerük van. Alkáliföldfémekkel erős ionos kötésekkel rendelkező, rosszul oldódó difluoridokat alkot, kivéve a berillium-fluoridot, amely kovalens tulajdonságokat is mutat, és a kvarchoz hasonló szerkezetű. Ritkaföldfémekkel és még sok másik fémmel ionos trifluoridokat alkot.
Kovalens tulajdonságok a tetrafluoridoknál tűnnek először szembe: a cirkónium, hafnium és számos aktinoida magas olvadáspontú ionos vegyületeket alkot a fluorral, míg a titán, a vanádium, és a nióbium vegyületei polimer jellegűek, melyek olvadáspontja, vagy bomlási hőmérséklete nem több 350 °C-nál. A pentafluoridok folytatják ezt a tendenciát a lineáris polimereikkel és az oligomer komplexeikkel. Tizenhárom fém hexafluoridja ismert, mind oktaéderes szerkezetű és többnyire illékony, szilárd anyagok, de például molibdén-hexafluorid és a rénium-hexafluorid folyékony, a volfrám-hexafluorid pedig gáz halmazállapotú. A rénium-heptafluorid az egyetlen ismert heptafluorid, amely egy alacsony olvadáspontú, szilárd anyag, pentagonális bipiramisos molekulaalakkal. Az ennél több fluoratommal rendelkező fémfluoridok kiváltképp reaktívak.
| Fém-fluoridok szerkezete |                                |                                  |
|                          |                                |                                  |
| Nátrium-fluorid, ionos   | Bizmut-pentafluorid, polimeres | Rénium-heptafluorid, molekuláris |

### Hidrogénnel

Halogének és kalkogének hidrogénnel alkotott vegyületeinek forráspontjai. Jól látható a hidrogén-fluorid és víz kiemelkedően magas forráspontja, amiért a molekulák közt fellépő erős hidrogénkötések felelősek

A fluor hidrogénnel egyesülve hidrogén-fluoridot alkot. A hidrogén-fluorid molekulái hidrogénkötéssel kapcsolódva egymáshoz halmazokat alkotnak, emiatt a tulajdonságai közelebb állnak a vízéhez, mint a hidrogén-kloridéhoz. Forráspontja jóval magasabb a nála nehezebb hidrogén-halogenidek forráspontjánál, és velük ellentétben korlátlanul elegyedik vízzel. A hidrogén-fluorid vízzel érintkezve könnyedén hidratálódik, oldata – a többi hidrogén-halogenid oldatával ellentétben, melyek erős savként viselkednek – gyenge sav. Velük ellentétben viszont képes megtámadni az üveget.

### Nemfémekkel és félfémekkel

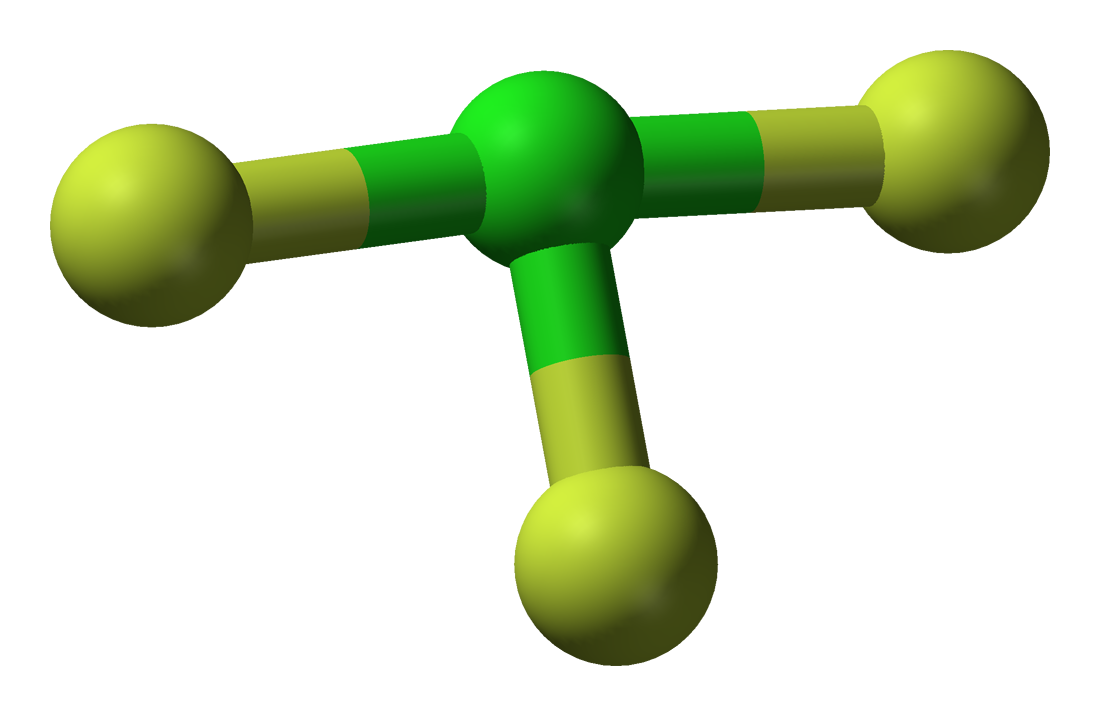
A klór-trifluorid erősen roncsoló hatású, képes meggyújtani az azbesztet, a betont, a homokot és más tűzálló anyagokat is

A félfémek és a p-mező nemfémeinek kettős fluoridjai általában kovalensek, változó reaktivitással. A harmadik periódusban lévő, valamint az annál nehezebb nemfémek hipervalens vegyületeket képezhetnek a fluorral.
A bór-trifluorid molekula sík alakú, és egy be nem töltött elektronoktettel rendelkezik. Ez a vegyület Lewis-savként viselkedik, és egyesül különböző Lewis-bázisokkal, adduktumokat hozva létre. A szén-tetrafluorid közömbös, tetraéder alakú molekula, csoportbeli analógjai, a szilícium- és germánium-tetrafluorid szintén tetraéderes szerkezetűek, de ők a szén-tetrafluoriddal ellentétben Lewis-savként viselkednek. A nitrogéncsoport elemeinek trifluoridjai reaktivitása és bázicitása a molekulatömeggel növekszik, habár a nitrogén-trifluorid ellenáll a hidrolízisnek és nem mutat bázikus tulajdonságokat. A fluor, arzén és antimon pentafluoridjai reaktívabbak, mint a megfelelő trifluoridjaik, az antimon-pentafluorid a legerősebb ismert természetes Lewis-sav.
A kalkogéneknek sokféle fluoridja létezik: beszámoltak az oxigén, a kén és a szelén instabil difluoridjairól – az OF2 az egyetlen ismert vegyület, melyben az oxigén oxidációs állapota +2 –, valamint létezik a kén és a szelén tetrafluoridja, és ismert a kén, a szelén és a tellúr hexafluoridja is. Ez utóbbiak a sok kapcsolódó fluoratom miatt stabilak, a kén-hexafluorid a könnyű központi atom miatt különösen közömbös. A klór, a bróm és a jód a fluorral alkothatnak mono-, tri- és pentafluoridokat, de egyedül a jód képes heptafluoridot létrehozni – ez egyben az egyetlen hétligandumos interhalogén.

### Nemesgázokkal

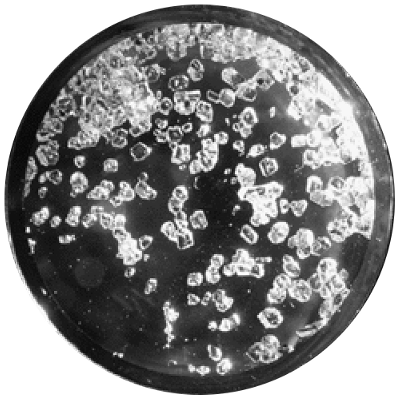
Xenon-tetrafluorid kristályok, 1962-ben fényképezve

A nemesgázokról, mivel lezárt elektronhéjjal rendelkeznek, sokáig úgy gondolták, hogy nem lépnek reakcióba más elemekkel, egészen 1962-ig, amikor Neil Bartlett először szintetizált sikeresen xenon-hexafluorplatinátot. Azóta sok más nemesgázvegyületet sikerült elkülöníteni, például xenon-difluoridot, -tetrafluoridot, -hexafluoridot és több oxifluoridot is. A nemesgázok közül a kripton és a radon fluorral difluoridot alkot. Argon hidrogén-fluoriddal extrém körülmények között reagál, argon-fluorohidrid keletkezése mellett. A könnyebb nemesgázok fluoridjai kivételesen instabilak: a héliumnak és a neonnak egyáltalán nincsenek hosszabb élettartamú fluorvegyületeik, neon-fluoridot még egyáltalán nem figyeltek meg. Hélium-fluorohidridet nagy nyomáson és alacsony hőmérsékleten pár milliszekundumos időtartamra sikerült előállítani.

### Szerves vegyületek

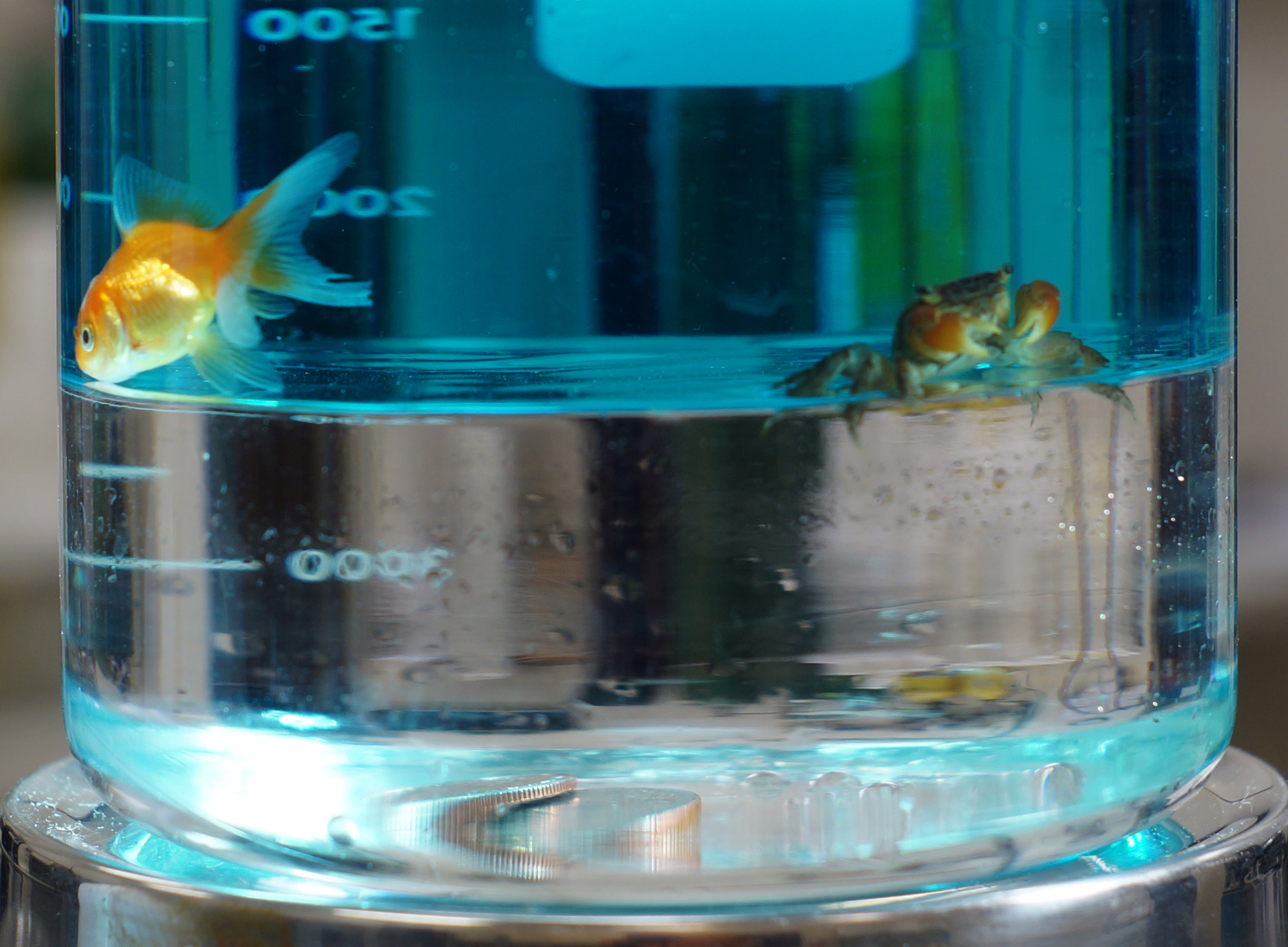
Egymással nem elegyedő színezett víz és nála jóval sűrűbb perfluorpentán egy főzőpohárban. A rák és az aranyhal nem tudja átlépni a két folyadékréteg közti határt

A szén-fluor kötés a legerősebb kötés a szerves kémiában, ez adja a fluororganikus vegyületek nagy stabilitását. A természetben szinte egyáltalán nem fordul elő, de számos mesterségesen előállított vegyület tartalmazza. A szerves fluorvegyületek nagy változatosságot mutatnak, és a szerves kémia komplexitását tükrözik vissza.

#### Egyedi molekulák
Az alkánok hidrogénatomjainak fokozatosan fluoratomokra való kicserélése a molekula számos tulajdonságát módosítja: az olvadás- és forráspont csökken, a sűrűség növekszik, a szénhidrogénekben való oldhatóság csökken, a molekula általános stabilitása pedig növekszik. A perfluorkarbonok, melyekben az összes hidrogént fluor helyettesít, a legtöbb szerves oldószerben oldhatatlanok és normális körülmények között egyedül folyékony ammóniában lévő nátriummal reagálnak. Más, funkciós csoportokat tartalmazó szerves vegyületeknek is léteznek perfluorozott megfelelői, melyek a perfluorkarbonok sok tulajdonságát – például a nagy stabilitást és a hidrofóbiát – magukban hordozzák, közben a funkciós csoportjuk – leggyakrabban karboxilcsoport – megnöveli a reaktivitásukat, képessé téve őket arra, hogy különböző felületekhez hozzátapadjanak, vagy hogy felületaktív anyagként viselkedjenek. A fluortartalmú felületaktív anyagok jobban képesek csökkenteni a víz felületi feszültségét, mint szénhidrogén-alapú megfelelőik.

#### Polimerek

Poli(tetrafluoretilén), (vagy Teflon) az egyik legszélesebb körben felhasznált fluorpolimer

A fluortartalmú polimerek nagyobb stabilitással és magasabb olvadásponttal rendelkeznek, melyet a szénhidrogén-molekulákban a hidrogének fluorra való cseréjének köszönhetnek. A Poli(tetrafluoretilén) (vagy PTFE, teflon) a legegyszerűbb fluorpolimer, a polietilén perfluorozott analógja, -CF2- szerkezeti egységekből épül fel. A PTFE a várható stabilitásnövekedést mutatja, de nagyon magas olvadáspontja miatt nehezen formázható, annak ellenére, hogy a PTFE magasabb hőmérsékleten hőre lágyuló polimer. Számos PTFE-származék létezik, amelyek könnyebben formázhatóak, viszont hőmérséklettűrésük alacsonyabb, például a fluorozott etilén-propilén, melyben néhány fluoratom trifluormetil-csoporttal van helyettesítve, vagy a nafion, ami szulfonsavcsoportban végződő perfluoréter oldalláncokat tartalmaz. Néhány fluorpolimerben megmarad a hidrogénatomok egy része; a poli(vinilidén-fluorid)ban feleannyi, a poli(vinil-fluorid)ban negyedannyi fluor van, mint a PTFE-ben, de mindkettő a perfluorozott polimerekhez hasonlóan viselkedik. A fluorpolimerek műszaki tulajdonságai nagyban függnek a feldolgozásuktól. A hőre lágyuló polimerek szokványos feldolgozási technikái – a kalanderezés, extrúzió, fröccsöntés – a fluorpolimerekre nem alkalmazhatók. Tipikus feldolgozási módjuk a nagy hőmérsékleten és nagy nyomáson elvégzett porzsugorítás (szinterezés), ami a fémek porkohászatához hasonlóan porózus termékhez, mikro-porozitáshoz vezethet. A szinterezés társítható egyéb módszerekkel, majd forgácsolással.

## Előállítása

### Ipari

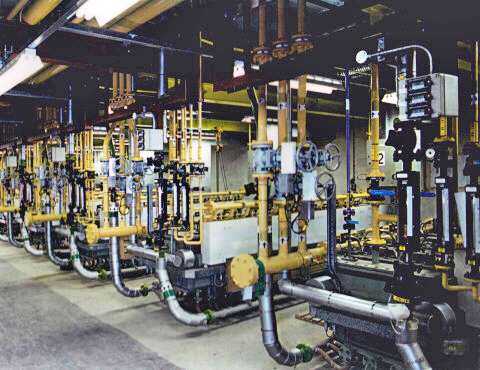
Ipari elektrolizáló cellák

Az egyetlen iparilag is alkalmazott módszer a kálium-fluorid (KF) száraz hidrogén-fluoridos (HF) oldatának elektrolízise. Az oldatban a fluor mint difluoridion van jelen (KHF2). Az elektrolizáló cellák katódjaként az elektrolitot tartalmazó lágyacél kádak szolgálnak, anódként pedig összepréselt, nem kristályos grafitszénből készült rudat alkalmaznak. A folyamathoz megemelt hőmérséklet szükséges, a KF•2HF 70 Celsius-fokon olvad meg, az elektrolízis pedig 80–100 fokon zajlik. A kálium-fluorid mint katalizátor nélkülözhetetlen szerepet tölt be a reakcióban, mivel a tiszta HF nem elektrolizálható. A fluorgáz az anódon, a hidrogéngáz pedig a katódon fejlődik.
Az elektrolit erősen korrozív természete és a fluor erős oxidáló képessége miatt számos probléma merül fel az elektrolízis során, ráadásul a fluor a keletkező hidrogénnel robbanásszerűen reagál, ezért létfontosságú a gázok keveredésének megakadályozása. Ezt általában egy fallal vagy diafragmával oldják meg, ami az elektrolitba merül. Fontos még, hogy ne kerüljön a berendezésbe kenőolaj, vagy más éghető szennyeződés.
Az ipari termelés elektrolizáló cellasor alkalmazásával, 4000–6000 A áramerősséggel és 8–12 V feszültséggel folyik. Egy ilyen cellasorban egy cella mérete 3x0,8x0,6 méter, és egy tonna elektrolitot tartalmaz. Ezekhez 12 anódsorozat tartozhat, közülük mindegyik két anódból áll, és 3–4 tonna fluort termel óránként.
Az előállított fluor 200 °C alatt belül passzivált falú acéltartályokban tárolható, más esetben nikkelt használnak. A szabályozószelepek és csövek nikkelből készülnek, az utóbbi készülhet monelből – egyfajta nikkelötvözetből. Laboratóriumban üvegcső rendszerben is szállítható fluor, alacsony nyomás és teljesen vízmentes környezet mellett, más források nikkel-monel-PTFE rendszereket javasolnak.

### Vegyi
1986-ban, a fluor felfedezésének századik évfordulóján rendezett konferencián Karl O. Christe bemutatott egy vegyi eljárást a fluor elektrolízis nélküli előállítására. Azzal érvelt, hogy a termodinamikailag instabil, magas oxidációs számú átmenetifém-fluoridok anion képződésével stabilizálódhatnak. Így például az instabil NiF4, CuF4 vagy MnF4 stabilizálódhat a MeF62- szerkezetű anionjuk formájában. A MeF4 vegyületek Lewis-savak, ezért náluk erősebb Lewis-sav (például SbF5) képes őket sóikból felszabadítani. Az így felszabaduló MeF4 termodinamikai instabilitása miatt spontán elbomlik alacsonyabb oxidációs állapotú fluoridra, elemi fluor képződése közben. Christe a reakcióhoz K2MnF6-ot használt, amit hidrogén-fluorid oldatból nyert elemi fluor felhasználása nélkül. A reakció passzivált teflonbevonatos rozsdamentes acéltartályban, 150 °C-on, atmoszferikus nyomáson, egy óra alatt ment végbe, és a kitermelés nagyobb volt, mint 40%.
2 KMnO4 + 2 KF + 10 HF + 3 H2O2 → 2 K2MnF6 + 8 H2O + 3 O2↑
2 K2MnF6 + 4 SbF5 → 4 KSbF6 + 2 MnF3 + F2↑
Christe később megjegyezte, hogy a reagensek már több mint száz éve ismertek voltak, és akár Moissan is előállhatott volna ezzel a módszerrel.

## Felhasználása

### Ipari
A fluoritbányászat, ami a világ összes fluortermelésének legnagyobb hányadát szolgáltatja, 1989-ben érte el a csúcsát, ebben az évben 5,6 millió tonna kőzetet termeltek ki. Ez a mennyiség 1994-re a CFC-gázok használatának korlátozása miatt 3,6 millió tonnára csökkent. A termelés azóta növekszik: 2003-ban 4,5 millió tonna fluoritot bányásztak ki 550 millió dollár értékben. 2011-ben a fluorkémiai termékek kereskedelme elérte a 15 milliárd dollárt, az előrejelzések a 2016–18-as időszakra 3,5–5,9 millió tonnás termelést jósolnak legalább 20 milliárd dollár értékben. A kibányászott fluoritot lebegtetéssel két különböző tisztaságú csoportra választják: a 60–85% tisztaságú fluoritot elsősorban a vaskohászatban használják fel, míg a 97% feletti tisztaságúból hidrogén-fluoridot gyártanak.

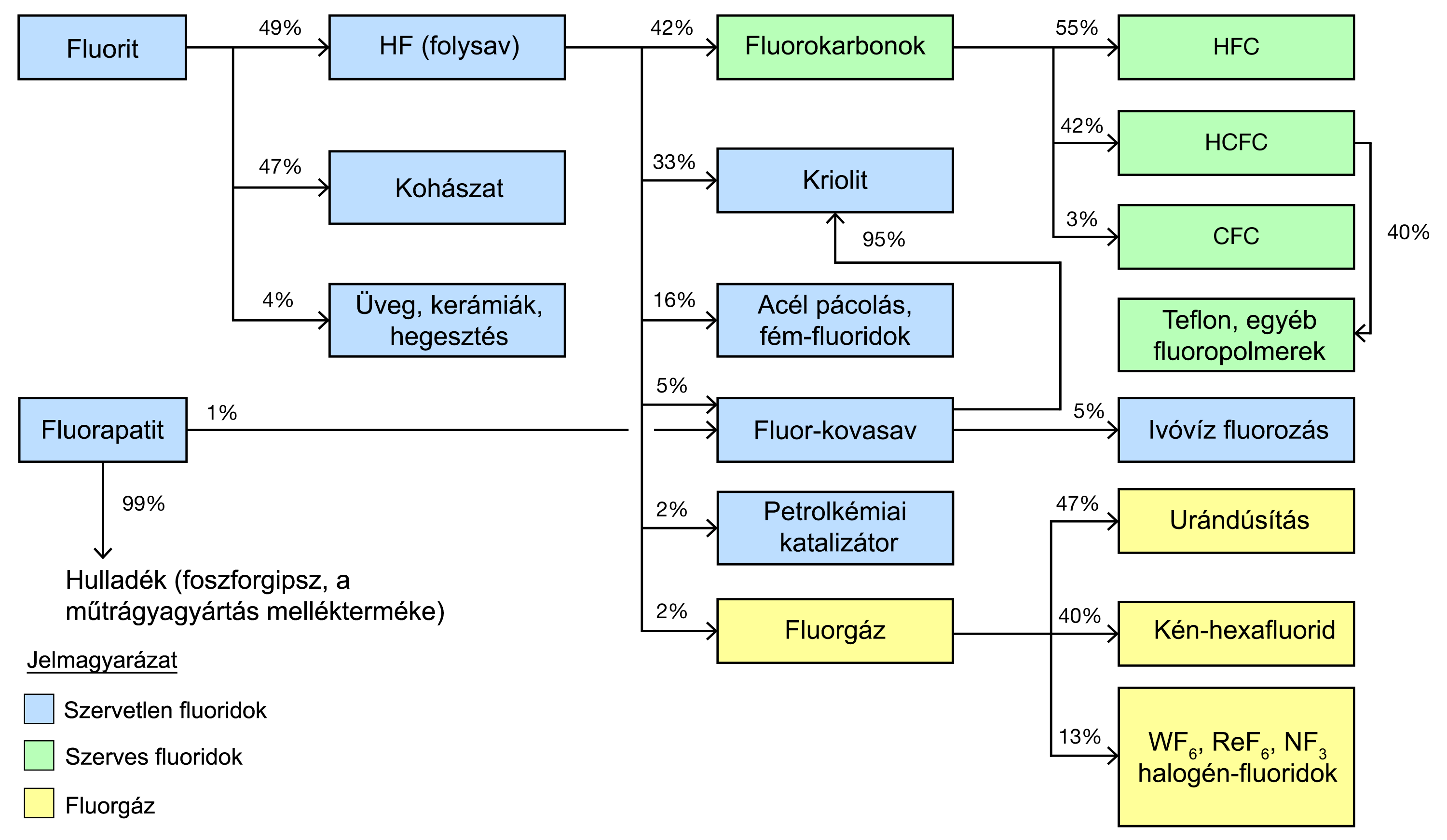
A fluor és fluorvegyületek ipari felhasználása

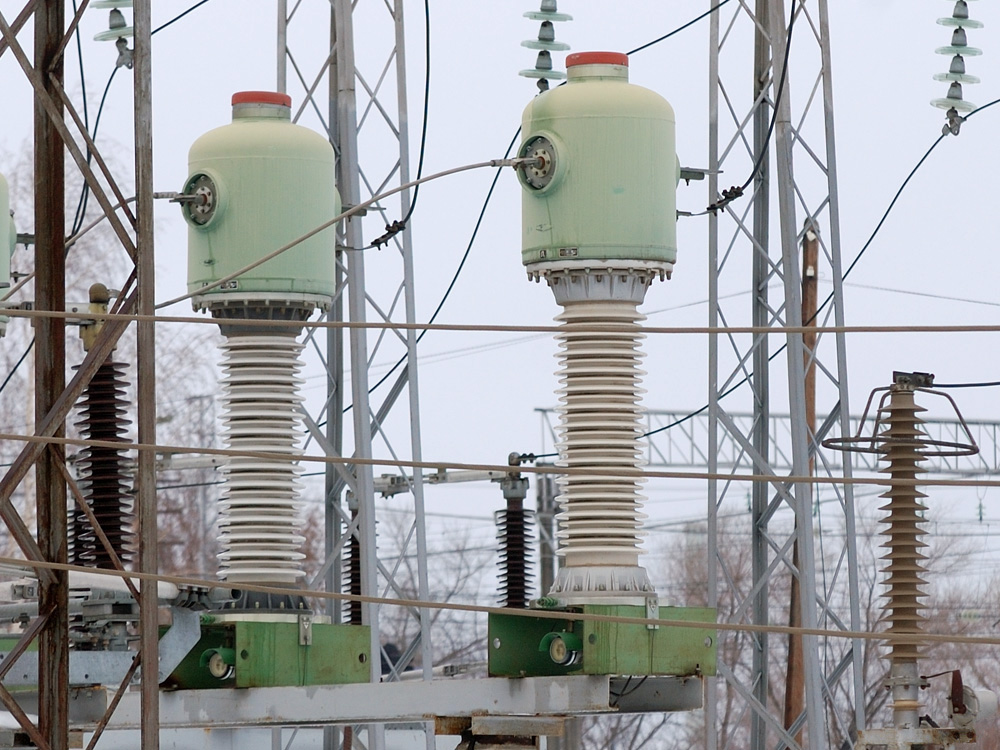
SF_{6} transzformátorok egy oroszországi vasútnál

Legalább 17 000 tonna elemi fluort állítanak elő minden évben. Ára urán- vagy kén-hexafluorid formában mindössze 5–8 dollár (körülbelül 2000 forint) kilogrammonként, az elemi fluor árát viszont szállítási is kezelési nehézségei megtöbbszörözik, ezért többnyire a felhasználás helyén állítják elő.
A fluorgáz legfőbb alkalmazója az atomipar, évente mintegy 7000 tonnát használnak fel belőle urándúsításra. A természetes urán kis mennyiségben tartalmaz láncreakcióra képes 235U izotópot és nagy mennyiségben 238U izotópot. Az izotópok szétválasztása elég nehéz művelet, mivel legtöbb tulajdonságuk megegyezik. Az urán-dioxidból és hidrogén-fluoridból először urán-tetrafluoridot gyártanak, majd ezt fluorgázzal alakítják urán-hexafluoriddá. A fluor monoizotópos elem, tehát az UF6-molekulák közti bármilyen tömegkülönbséget a nehezebb uránizotópok jelenléte okozza. A tömegkülönbség lehetővé teszi, hogy a különböző uránizotópokat tartalmazó molekulákat fizikai módszerekkel, például gázdiffúziós eljárással, vagy centrifugálással szétválasszák. Évente hozzávetőlegesen 6000 tonna fluort használnak fel a dielektrikum kén-hexafluorid gyártásához, melyet magasfeszültségű transzformátorokban és biztosítékokban használnak a veszélyes poliklórozott bifenilek helyett. Számos fluorvegyületet alkalmaznak az elektrotechnikában: rénium- és volfrám-hexafluoridot a kémiai gázfázisú rétegleválasztásban, tetrafluormetánt a plazmavágásnál és nitrogén-trifluoridot a felszerelések tisztításánál. A fluort szerves szintézisekben is használják, de nagy reaktivitása miatt először többnyire ClF3-dá, BrF3-dá, vagy IF5-dá alakítják. Ezek együttes használata beállított fluorozást tesz lehetővé.

#### Szervetlen fluoridok

Az alumíniumgyártásban kulcsszerepet tölt be a kriolit

A fluoritot acélokhoz és vasötvözetekhez adják körülbelül 3 kg/tonna mennyiségben, hogy csökkentsék az olvadáspontját és viszkozitását. Amellett, hogy adalékként alkalmazzák zománcokban vagy hegesztőpálca-borításban, a fluorit legnagyobb részét kénsavval reagáltatják, hogy hidrogén-fluoridot kapjanak, amit fémek pácolásánál, üvegmaratásnál, vagy krakkolásnál használnak. Az előállított hidrogén-fluorid egyharmadát kriolit és alumínium-trifluorid előállítására használják, mindkettőnek fontos szerepe van az alumíniumgyártásban. Minden tonna alumínium előállításához szükséges hozzávetőlegesen 23 kilogramm folyósítóanyag. A második legtöbb HF-ot a fluoroszilikátok igénylik, például a nátrium-fluoroszilikát, melyet az ivóvíz fluorozására, vagy mosodai szennyvíz kezelésére valamint köztitermékként használják kriolit és szilícium tetrafluorid előállításánál. Más iparilag fontos szervetlen fluoridok a kobalt, a nikkel és az ammónia fluoridjai.

#### Szerves fluoridok
A szerves fluorvegyületek – leginkább hűtőgázok és fluorpolimerek – gyártása igényli a kibányászott fluorit 20, és az összes előállított folysav 40 százalékát. Kevésbé fontos felhasználási terület a felületaktív anyagoké, de évi több mint egymilliárd dolláros bevételt hoz. A közvetlen fluor-szénhidrogén reakciót elkerülendő, az ipari fluorokarbon gyártás többnyire halogéncserén keresztül történik, például a Swarts-fluorozás során a klórozott szénhidrogénben lévő klórt hidrogén-fluorid segítségével, katalizátor jelenlétében szubsztituálják fluorral. Egyéb közvetett módszereket is alkalmaznak, például az elektrokémiai fluorozás, melynek során a szénhidrogéneket hidrogén-fluoridban elektrolizálják, vagy a Fowler-eljárás, ahol szilárd fluor-hordozóval, többek között kobalt-trifluoriddal kezelik őket.

##### Hűtőközegek
A halogénezett hűtőközegeket (nem hivatalosan Freonok vagy gyakran hibásan CFC-k) az R-számuk alapján azonosítják, ami a bennük jelenlévő fluor, klór, szén és hidrogén mennyiségét határozza meg. A klórozott-fluorozott szénhidrogének (klorofluorokarbonok, CFC-k), mint a fluor-triklórmetán (Freon-11, R-11), a difluor-diklórmetán (Freon-12) és az 1,2-diklór-tetrafluoretán (Freon-114) egykor vezető szerepet töltöttek be a szerves fluorvegyületek közt, felhasználták őket légkondicionáló rendszerekben, hajtógázként és oldószerként. Termelésük az 1980-as években érte el a csúcsot, azóta a széles körű nemzetközi tiltás miatt termelésük nem éri el a maximum egytizedét sem. A CFC-k helyettesítésére a részlegesen klórozott-fluorozott szénhidrogéneket (hidroklorofluorokarbonok, HCFC-k) és a részlegesen fluorozott szénhidrogéneket (hidrofluorokarbonok, HFC) szánták; szintézisük a szerves vegyiparban elhasznált fluor több mint 90%-át igényli. Fontosabb HCFC-k a difluor-klórmetán és az 1,1-diklór-1-fluoretán, a HFC-közül megemlíthető az 1,1,1,2-tetrafluoretán (HFC-134), valamint a 2,3,3,3-tetrafluorpropán, amely annak köszönhetően került előtérbe, hogy globális felmelegedési potenciálja kevesebb mint 1%-a a HFC-134-nek.

##### Polimerek

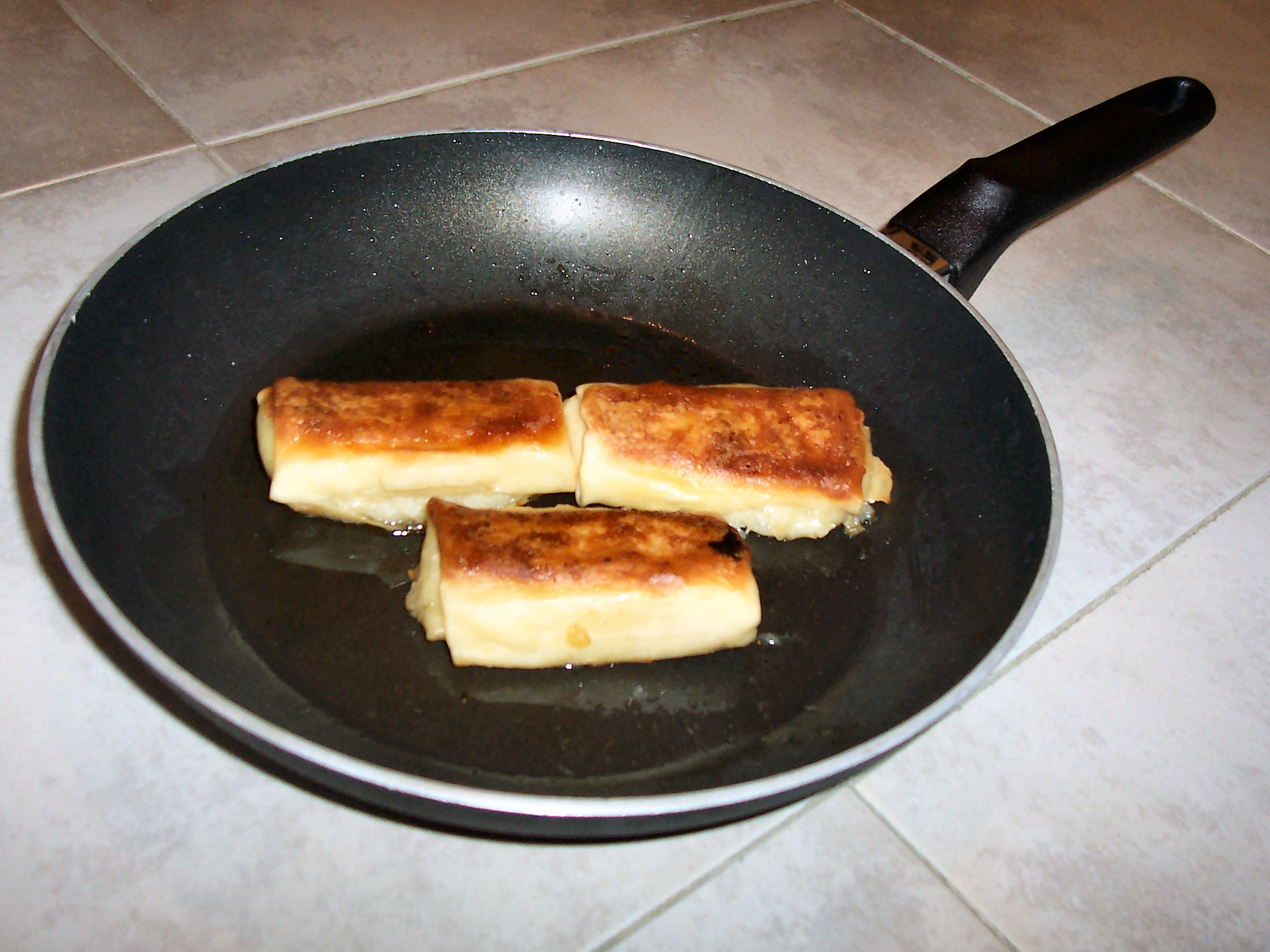
A poli(tetrafluoretilén)t gyakran használják tapadásmentes edények készítéséhez

2006-ban és 2007-ben hozzávetőlegesen 180 000 tonna fluorpolimert állítottak elő, évente több mint 3,5 milliárd dollár bevételt hozva. 2011-ben a globális piacot mintegy hatmilliárd dollárra becsülték, mely az előrejelzések szerint évi 6,5%-kal fog növekedni 2016-ig. A termelés 60–80%-át a poli(tetrafluoretilén) teszi ki, melyet a DuPont márkaneve után teflonnak is neveznek. Legfőbb felhasználási területe az elektromos szigetelés, mivel kitűnő dielektrikum. Felhasználják a vegyiparban is korrózióálló berendezések, például csővezetékek, tömítések gyártásánál, emellett üvegszálas szövetek borításánál és tapadásmentes edényeknél. Más fluorpolimerek, például a fluorozott etilén-propilén (FEP) hasonló tulajdonságokkal bírnak, mint a PTFE, és helyettesíthetik azt; könnyebben formázhatóak, de drágábbak, és kisebb a termikus stabilitásuk. Fluorpolimereket használnak a napelemcellák borításánál is.
A kémiailag ellenálló (ugyanakkor drága) fluorozott ionomereket elektrokémiai cellák membránjaként használják fel, melyek közül az egyik legjelentősebb a Nafion. Az 1960-as években kifejlesztett anyagot először űrhajókban alkalmazott tüzelőanyag-cellák alapanyagaként kezdték el használni, később pedig helyettesítette a higanyalapú klóralkáli-cellákat. A közelmúltban a tüzelőanyag-cellákban való alkalmazás ismét előtérbe került, köszönhetően az autókba protoncsere-membrános üzemanyag-cellák építésére irányuló törekvéseknek.
A fluorkaucsukból (ilyenek például a Viton kaucsukok) olajoknak és más vegyszereknek hidegben és melegben egyaránt ellenálló gumik gyárthatók; főként tömítések készülnek ebből, pl. O-gyűrűk.

### Egészségügyi

#### Fogápolás

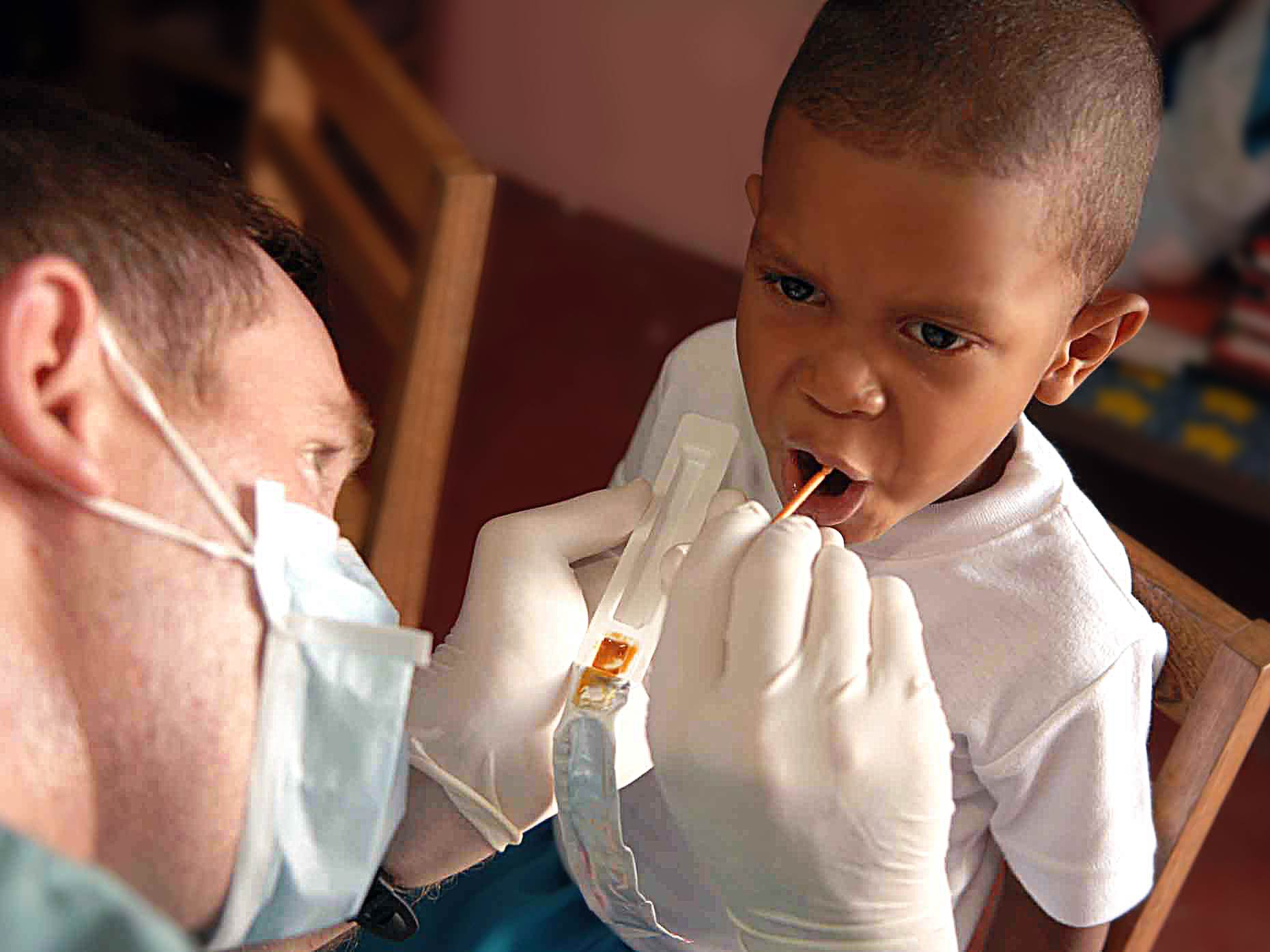
Helyi fluoridkezelés Panamában

A huszadik század közepétől kezdődően számos populációs vizsgálat született, melyek kimutatták, hogy a helyi alkalmazású fluorid csökkenti a fogszuvasodást. Ezt kezdetben a fogzománcot alkotó hidroxilapatit az ellenállóbb fluorapatittá való átalakulásának tulajdonították, de a fluorozás előtti fogakon végzett vizsgálatok cáfolták ezt a feltevést, és a jelenlegi elméletek szerint a fluor elősegíti a zománcképződést kezdeti stádiumban lévő fogszuvasodásnál. Az 1940-es években kezdődött meg az ivóvíz mesterséges fluoridozása, miután kimutatták, hogy a magas természetes fluoridtartalmú vizet fogyasztó gyerekeknél jelentősen kisebb gyakorisággal fordul elő a fogszuvasodás. Ma a világ népességének hat százaléka jut mesterségesen fluoridozott vízhez, köztük az amerikaiak kétharmada. Magyarországon nem adnak fluoridot a vezetékes vízhez. Szakirodalmi értékelések 2000 és 2007 között az ivóvíz fluoridozásához kapcsolták a gyerekkori fogromlás jelentős csökkenését. Ugyanakkor a nagy mennyiségben fogyasztott fluorid egyik okozója lehet a fluorózisnak, amiért 40%-ban, közvetlenül vagy közvetetten a vezetékes víz fluorozása felelős. Egyes tanulmányok szerint továbbá a magas fluoridtartalmú víz fogyasztása káros hatással lehet a gyermekek szellemi fejlődésére. A tanulmány által vizsgált fluorban gazdag vizű területen élő gyerekek IQ-ja jelentősen alacsonyabb volt, mint az alacsonyabb fluoridtartalmú területen élőké. A nátrium-fluorid és a nátrium-monofluorofoszfát gyakran megtalálható fogkrémekben. A fluoridtartalmú fogkrémek először 1955-ben jelentek meg az Egyesült Államokban, és manapság minden fejlett országban jelen vannak.

#### Gyógyászat

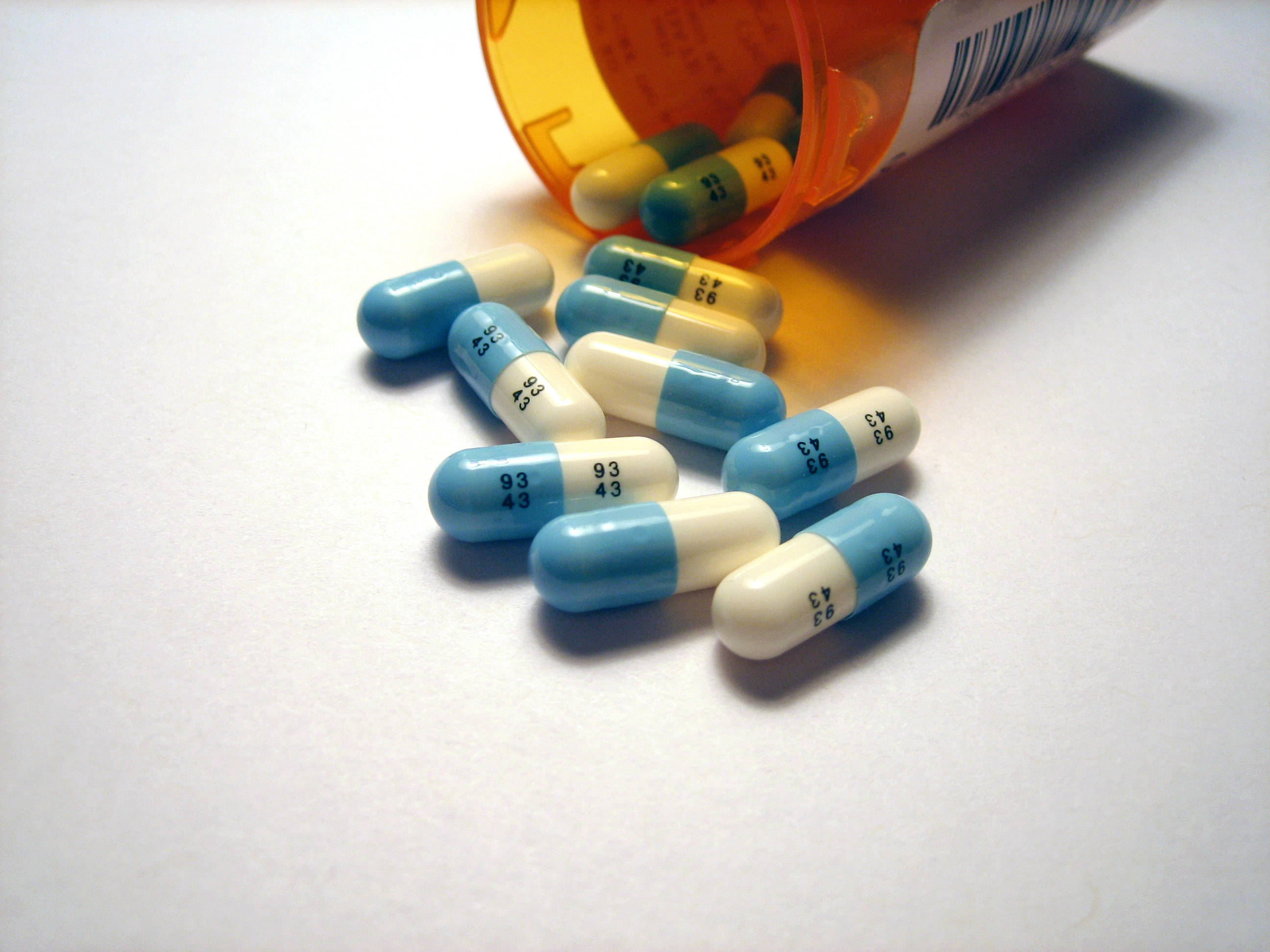
Fluoxetin tabletták

A modern gyógyszerek mintegy húsz százaléka tartalmaz fluort. Ezek egyike a koleszterinszint-csökkentő atorvasztatin, ami több bevételt hozott, mint akármelyik másik gyógyszer, amíg 2011-ben generikussá vált. Az asztma elleni Seretide két hatóanyaga közül az egyik – a flutikazon – fluortartalmú. Sok gyógyszert azért fluoroznak, mert a szén-fluor kötés nagy stabilitása miatt ez késlelteti az inaktivációt és meghosszabbítja az adagolási periódust. A fluorozás továbbá megnöveli a vegyület zsíroldékonyságát, mivel a szén-fluor kötés erősebben hidrofób a szén-hidrogén kötésnél, és ez segíti a sejtmembránon való átjutást.
A triciklikus antidepresszánsoknak és más, az 1980-as évek előtt használt antidepresszánsoknak számos mellékhatásuk volt, a szerotoninon kívüli neurotranszmitterekre való nem-szelektív hatása miatt; a fluorozott fluoxetin volt az első, ami ezt a problémát kiküszöbölte. Számos jelenlegi antidepresszáns részesül még ebben az eljárásban, köztük a szelektív szerotonin visszavétel-gátló citalopram, ennek egy izomerje, az eszcitalopram, a fluvoxamin és a paroxetin. A kinolonok mesterséges széles spektrumú antibiotikumok, melyeket gyakran fluoroznak, hogy fokozzák a hatásukat. Ezek közé tartozik a ciprofloxacin és a levofloxacin. A fluort szteroidokban is felhasználják: a fludrokortizon egy vérnyomásnövelő mineralokortikoid, a triamkinolon és a dexametanzon pedig erős glükokortikoid. Az inhalációs altatószerek többsége erősen fluorozott, például a fluorozott éterek, mint a szevoflurán és a dezflurán, melyek alig oldódnak a vérben, gyorsabb ébredést téve lehetővé.

#### PET vizsgálat

^{18}F-ral jelölt fluordezoxiglükóz PET-képe, ami az egyes szövetek cukorfelvételének intenzitását mutatja

A fluor-18-at gyakran alkalmazzák mint radioaktív nyomjelzőt a pozitronemissziós tomográfiai vizsgálatokban, mivel kétórás felezési ideje elég hosszú, hogy lehetővé tegye a gyártási helyéről a képalkotó központba való szállítását. A leggyakoribb nyomjelző a fluordezoxiglükóz, amit intravénás injekcióval jutnak a szervezetbe, majd ott a glükózt igénylő szövetek veszik fel, mint az agy és a legtöbb rosszindulatú tumor.

#### Oxigénszállítás
A folyékony fluorokarbonok nagy mennyiségű oxigént és szén-dioxidot képesek megkötni, jelentősen többet, mint a vér, ezért felmerült mesterséges vérként, vagy légfolyadékként való használatuk. Mivel a fluorokarbonok normális esetben nem keverednek a vízzel, ezért emulzió formájában lehet őket vérként felhasználni.

## Biztonság
Az elemi fluor, a fluor-hidrogén és a vízben oldódó szervetlen fluoridok, nagyon mérgezőek és maró hatásúak, ezért nagy elővigyázattal kell kezelni és kerülni, hogy a bőrre vagy a szembe kerüljenek. Mivel a fluor nagyon reaktív, és szerves anyaggal érintkezve abból hidrogént von el, hidrogén-fluorid (HF) keletkezik, ez az első lépés a bőr roncsolásában. A HF, ellentétben más erős savakkal, a bőrfelületben egyre mélyebbre hatol, ez a második és veszélyesebb lépés a bőr roncsolásában. Ezt még fokozza az is, hogy az idegvégződések is károsodnak, és az első fázisokban az égés fájdalommentes. A hidrogén-fluorid reagálhat a csont kalciumjával, és idült csontkárosodást okoz. Ennél veszélyesebb a szervezetben lévő kalcium megkötése, ami szívritmuszavart okoz és szívmegállás következhet be. Ha a HF a bőrfelület 2,5%-át érinti (ez kb. 23 cm2), és nem mossák le azonnal bő vízzel, a sérült nyílt, nehezen gyógyuló sebeket szerez, ha még sikerül is túlélnie a balesetet.

## Biológiai szerep

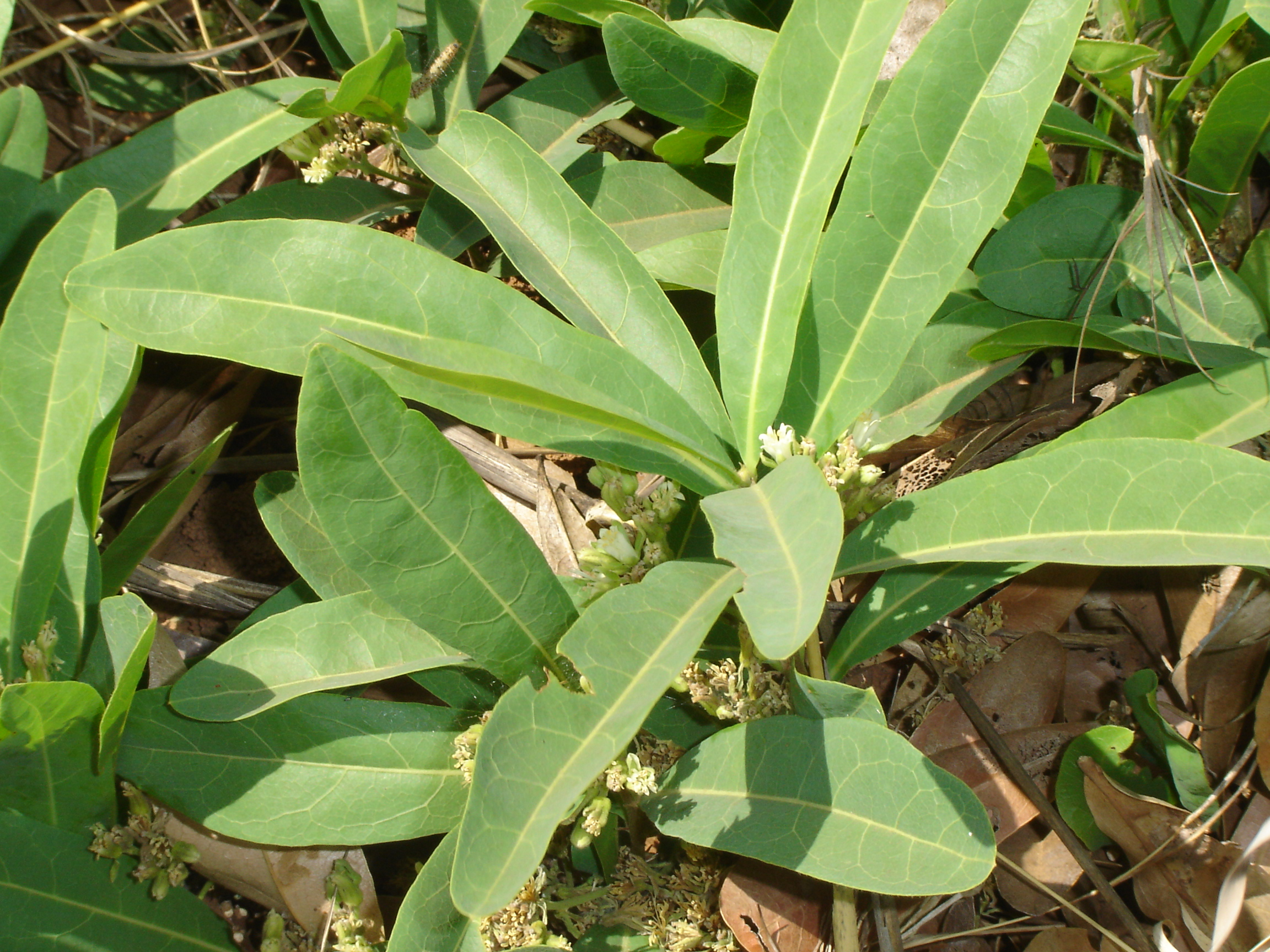
A Dichapetalum cymosum (gifblaar) védekezésként nátrium-fluoracetátot termel

A fluor nem esszenciális elem sem az emberek, sem más emlősök számára. Nyomelemként fontos szerepet tölt be a csontképződésben, felelős a csontok és a fogzománc keménységéért. Mivel a fluor nyomnyi mennyiségben számos természetes forrásban megtalálható (például teában, kávéban, vagy tengeri halakban), a fluorhiány lehetősége csak mesterséges étrendeknél releváns. Természetes eredetű szerves fluorvegyületek megtalálhatók mikroorganizmusokban és növényekben, de állatokban nem. Ezek közül leggyakoribb a nátrium-fluoracetát, melyet legalább 40 növényfaj használ kártevők elleni védekezésre Afrikában, Ausztráliában és Brazíliában. Más ilyen vegyületek például a terminálisan fluorozott zsírsavak, a fluoraceton vagy a 2-fluorcitrát. A fluoratomot a szénhez kapcsoló enzimet 2002-ben fedezték fel baktériumokban.

## Fordítás
- Ez a szócikk részben vagy egészben  a   fluorine című angol Wikipédia-szócikk ezen változatának fordításán alapul.  Az eredeti cikk szerkesztőit annak laptörténete sorolja fel. Ez a jelzés csupán a megfogalmazás eredetét és a szerzői jogokat jelzi, nem szolgál a cikkben szereplő információk forrásmegjelöléseként.